# 小野新町
小野新町（おのにいまち）は福島県田村郡にかつて存在した町である。

## 地理
- 現在の小野町の中部に位置する。

## 歴史

### 町域の変遷
- 1889年（明治22年）4月1日 - 町村制施行により、皮籠石村・雁股田村・小野新町村・谷津作村・小野赤沼村・菖蒲谷村が合併し田村郡小野新町村（おのにいまちむら）が発足。
- 1896年（明治29年）7月21日 - 小野新町村は町制施行・改称し小野新町になる。
- 1955年（昭和30年）2月1日 - 小野新町は飯豊村・夏井村とともに合併し小野町が発足。小野新町は消滅。

変遷表
| 1868年 以前 | 1868年 以前 | 明治10年   | 明治22年 4月1日 | 明治29年 7月21日 | 昭和30年 2月1日 | 現在   |
| ----------- | ----------- | ---------- | --------------- | ---------------- | --------------- | ------ |
|             | 皮籠石村    | 皮籠石村   | 小野新町村      | 町制             | 小野町          | 小野町 |
|             | 雁股田村    |            | 小野新町村      | 町制             | 小野町          | 小野町 |
|             | 小野新町村  |            | 小野新町村      | 町制             | 小野町          | 小野町 |
|             | 谷津作村    |            | 小野新町村      | 町制             | 小野町          | 小野町 |
|             | 赤沼村      | 小野赤沼村 | 小野新町村      | 町制             | 小野町          | 小野町 |
|             | 菖蒲谷村    |            | 小野新町村      | 町制             | 小野町          | 小野町 |

## 大字
- 皮籠石（かわごいし）
- 雁股田（かりまんだ）
- 小野新町（おのにいまち）
- 谷津作（やつざく）
- 小野赤沼（おのあかぬま）
- 菖蒲谷（しょうぶや）

## 人口・世帯

### 人口
総数 [単位： 人]
| 1889年（明治22年） | 2,777 |
| 1920年（大正 9年） | 4,794 |
| 1947年（昭和22年） | 7,822 |

### 世帯
総数 [単位： 世帯]
| 1920年（大正 9年） | 708   |
| 1947年（昭和22年） | 1,496 |

## 交通（廃止直前）

### 鉄道
- 日本国有鉄道（ → 東日本旅客鉄道）
  - ■磐越東線
    - 小野新町駅

### バス
- 国鉄バス
- 福島県南バス
- 常磐交通自動車